# Parki narodowe w Afryce
Poniższe zestawienie przedstawia parki narodowe i wybrane rezerwaty przyrody położone na obszarze Afryki, według krajów. 

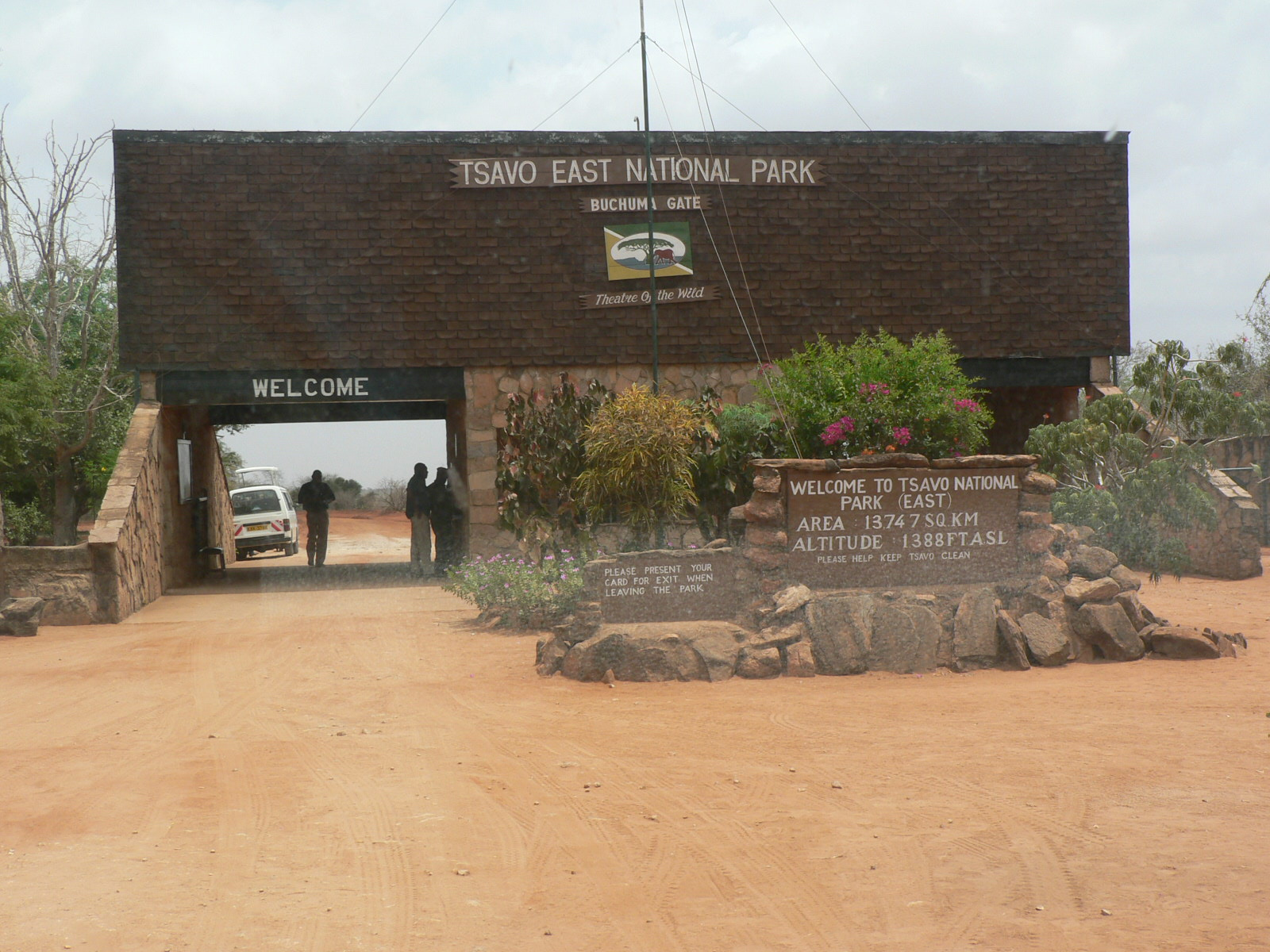
Brama wjazdowa Parku Narodowego Tsavo East - Kenia

## Przypisy

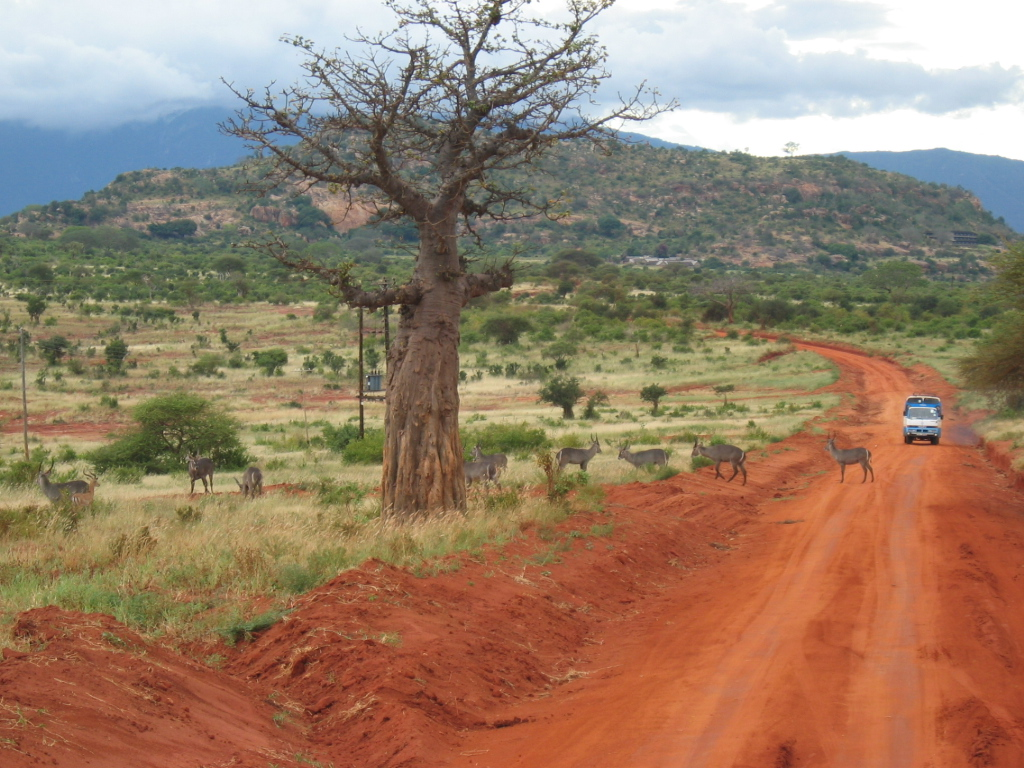
Tsavo East - Kenia

## Algieria
| Nazwa                           | Rok założenia | Powierzchnia (km²) |
| ------------------------------- | ------------- | ------------------ |
| Park Narodowy Ahaggaru          | 1987          | 3800               |
| Park Narodowy Abaaba            | 1987          | ...                |
| Park Narodowy Bilizma           | 1985          | 262,5              |
| Park Narodowy Asz-Szaria        | ...           | ...                |
| Park Narodowy Dżurdżura         | 1925          | 18850              |
| Park Narodowy Al-Kala           | 1983          | 800                |
| Park Narodowy Kuraja            | 1984          | 20,8               |
| Park Narodowy Tasili Wan Ahdżar | 1972          | 72000              |
| Park Narodowy Taza              | 1923          | 37,2               |
| Park Narodowy Sanijjat al-Ahad  | ...           | ...                |
| Park Narodowy Tilimsan          | 1983          | 8225               |

## Angola
| Nazwa                       | Rok założenia | Powierzchnia (km²) |
| --------------------------- | ------------- | ------------------ |
| Park Narodowy Bicaur        | 1964          | 7900               |
| Park Narodowy Cameia        | 1957          | 14450              |
| Park Narodowy Cangandala    | 1970          | 630                |
| Park Narodowy Iona          | 1964          | 15150              |
| Park Narodowy Luenge        |               |                    |
| Park Narodowy Luiana        |               |                    |
| Park Narodowy Longa-Mavinga |               |                    |
| Park Narodowy Mucusso       |               |                    |
| Park Narodowy Mupa          | 1964          | 6600               |
| Park Narodowy Quiçama       | 1957          | 9600               |

## Benin
| Nazwa                  | Rok założenia | Powierzchnia (km²) |
| ---------------------- | ------------- | ------------------ |
| Park Narodowy Pendjari | 1961          | 2755               |
| Park Narodowy W        | 1954          | 10000              |

## Botswana
| Nazwa                                  | Rok założenia | Powierzchnia (km²) |
| -------------------------------------- | ------------- | ------------------ |
| Park Narodowy Central Kalahari         | ...           | ...                |
| Park Narodowy Chobe                    | 1967          | 10566              |
| Transgraniczny Park Narodowy Kgalagadi | 1999          | 38000              |
| Park Narodowy Khutse                   | ...           | ...                |
| Park Narodowy Makgadikgadi Pans        | ...           | ...                |
| Park Narodowy Mokolodi                 | ...           | ...                |
| Park Narodowy Moremi                   | ...           | ...                |
| Park Narodowy Nxai Pan                 | ...           | ...                |

## Burkina Faso
| Nazwa                      | Rok założenia | Powierzchnia (km²) |
| -------------------------- | ------------- | ------------------ |
| Park Narodowy Arly         | ...           | 760                |
| Park Narodowy Deux Balés   | 1967          | 560                |
| Park Narodowy Kaboré-Tambi | 1976          | 155,5              |
| Park Narodowy W            | 1954          | 10000              |

## Burundi
| Nazwa                | Rok założenia | Powierzchnia (km²) |
| -------------------- | ------------- | ------------------ |
| Park Narodowy Kibira | ...           | ...                |
| Park Narodowy Risizi | ...           | ...                |
| Park Narodowy Rurubu | ...           | ...                |

## Czad
| Nazwa                   | Rok założenia | Powierzchnia (km²) |
| ----------------------- | ------------- | ------------------ |
| Park Narodowy Aouk      | ...           | ...                |
| Park Narodowy Goz-Beida | ...           | ...                |
| Park Narodowy Manda     | ...           | ...                |
| Park Narodowy Zakouma   | 1963          | 3000               |

## Demokratyczna Republika Konga
| Nazwa                      | Rok założenia | Powierzchnia (km²) |
| -------------------------- | ------------- | ------------------ |
| Park Narodowy Garamba      | 1938          | 4920               |
| Park Narodowy Kahuzi-Biéga | 1970          | 6000               |
| Park Narodowy Kundelungu   | 1970          | 7600               |
| Park Narodowy Maiko        | 1970          | 10830              |
| Park Narodowy Okapi        | 1992          | 13726              |
| Park Narodowy Salonga      | 1970          | 36000              |
| Park Narodowy Upemba       | 1939          | 11730              |
| Park Narodowy Wirunga      | 1925          | 7800               |

## Egipt
| Nazwa                           | Rok założenia | Powierzchnia (km²) |
| ------------------------------- | ------------- | ------------------ |
| Park Narodowy Elba              | ...           | ...                |
| Park Narodowy Ras Muhammad      | 1989          | 480                |
| Park Narodowy Świętej Katarzyny | 1996          | 640                |
| Park Narodowy Wadi al-Dżimal    | ...           | ...                |

## Erytrea
| Nazwa                        | Rok założenia | Powierzchnia (km²) |
| ---------------------------- | ------------- | ------------------ |
| Park Narodowy Dahlak         | ...           | 750                |
| Park Narodowy Semenawi Bahri | ...           | ...                |

## Etiopia
| Nazwa                       | Rok założenia | Powierzchnia (km²) |
| --------------------------- | ------------- | ------------------ |
| Park Narodowy Abjata-Szela  | 1974          | 887                |
| Park Narodowy Auasz         | 1966          | 756                |
| Park Narodowy Bale          | 1969          | 2471               |
| Park Narodowy Gambeli       | ...           | 5061               |
| Park Narodowy Jangudi Rassa | ...           | 4730               |
| Park Narodowy Mago          | 1979          | 2162               |
| Park Narodowy Necz Sar      | 1974          | 514                |
| Park Narodowy Omo           | ...           | 4068               |
| Park Narodowy Simien        | 1969          | 220                |

## Gabon
| Nazwa                            | Rok założenia | Powierzchnia (km²) |
| -------------------------------- | ------------- | ------------------ |
| Park Narodowy Akanda             | ...           | ...                |
| Park Narodowy Batéké Plateau     | ...           | ...                |
| Park Narodowy Birougou           | ...           | ...                |
| Park Narodowy Gór Krystalicznych | ...           | 1200               |
| Park Narodowy Ivindo             | ...           | ...                |
| Park Narodowy Loango             | 2002          | 1550               |
| Park Narodowy Lopé               | 2002          | 4910               |
| Park Narodowy Mayumba            | ...           | ...                |
| Park Narodowy Minkébé            | ...           | ...                |
| Park Narodowy Moukalaba-Doudau   | ...           | ...                |
| Park Narodowy Mwangné            | ...           | ...                |
| Park Narodowy Pongara            | ...           | ...                |
| Park Narodowy Waka               | ...           | ...                |

## Gambia
| Nazwa                       | Rok założenia | Powierzchnia (km²) |
| --------------------------- | ------------- | ------------------ |
| Rezerwat Abuko              | ...           | ...                |
| Rezerwat Bijilo Forest Park | ...           | ...                |
| Park Narodowy Kiang West    | 1987          | 115                |
| Park Narodowy Niumi         | ...           | ...                |
| Park Narodowy Gambii        | 1978          | 5,85               |

## Ghana
| Nazwa                                                        | Rok założenia | Powierzchnia (km²) |
| ------------------------------------------------------------ | ------------- | ------------------ |
| Park Narodowy Mole – Region Północny                         | 1971          | 2500               |
| Park Narodowy Bui – Region Brong-Ahafo                       |               | 2200               |
| Park Narodowy Digya – Region Brong-Ahafo i Region Ashanti    |               | 3120               |
| Park Narodowy Ankasa-Nini-Suhien – Region Zachodni           |               | 534                |
| Park Narodowy Bia – Region Zachodni                          | 1974          | 308                |
| Park Narodowy Kakum – Region Centralny                       | 1990          | 350                |
| Park Narodowy Kyabobo – Region Volta                         | 1997          | 340                |
| Rezerwat Kogyae – Region Ashanti                             |               |                    |
| Rezerwat Gbele – Region Północno-Zachodni                    | 1974          | 546,50             |
| Rezerwat Owabi – Region Ashanti                              |               |                    |
| Rezerwat Shai – Region Greater Accra                         | 1961          | 40                 |
| Rezerwat Kalakpa – Region Volta                              |               | 1000               |
| Rezerwat Fiema-Boabeng Monkey Sanctuary – Region Brong-Ahafo |               | 0,8                |
| Rezerwat Tafi-Atome – Region Volta                           |               |                    |
| Rezerwat Boumfoum – Region Ashanti                           |               |                    |
| Rezerwat Bobiri – Region Ashanti                             |               |                    |

## Gwinea
| Nazwa                        | Rok założenia | Powierzchnia (km²) |
| ---------------------------- | ------------- | ------------------ |
| Park Narodowy Górnego Nigru  | ...           | 6000               |
| Park Narodowy Niokolo-Badiar | ...           | ...                |

## Gwinea Bissau
| Nazwa                                 | Rok założenia | Powierzchnia (km²) |
| ------------------------------------- | ------------- | ------------------ |
| Park Narodowy Cacheu River            | ...           | ...                |
| Park Narodowy João Vieira Marine Park | ...           | ...                |
| Park Narodowy Orango Islands          | ...           | ...                |

## Kamerun
| Nazwa                       | Rok założenia | Powierzchnia (km²) |
| --------------------------- | ------------- | ------------------ |
| Park Narodowy Mbam i Djérem | 2000          | 4165               |
| Park Narodowy Bouba N'Djida | 1968          | 2220               |
| Park Narodowy Lobéké        |               |                    |
| Park Narodowy Faro          |               |                    |
| Park Narodowy Benue         | 1968          | 1800               |
| Park Narodowy Korup         | 1986          | 1259               |
| Park Narodowy Waza          | 1968          | 1700               |

## Kenia
| Nazwa                                              | Rok założenia | Powierzchnia (km²)        |
| -------------------------------------------------- | ------------- | ------------------------- |
| Park Narodowy Aberdare                             | 1950          | 767                       |
| Park Narodowy Amboseli                             | (1906) 1974   | 392                       |
| Park Narodowy Arabuko Sokoke                       | 1943          | 420                       |
| Park Narodowy Central Island                       | ...           | ...                       |
| Park Narodowy Chyulu Hills                         | ...           | ...                       |
| Park Narodowy Hell's Gate                          | ...           | 68,25                     |
| Park Narodowy Kisite-Mpunguti Marine               | ...           | 11 (Kisite) 28 (Mpunguti) |
| Park Narodowy Malka Mari                           | ...           | ...                       |
| Park Narodowy Malindi Marine                       | ...           | ...                       |
| Park Narodowy Marsabit                             | ...           | ...                       |
| Park Narodowy Meru                                 | ...           | ...                       |
| Park Narodowy Mombasa Marine Park                  | ...           | ...                       |
| Park Narodowy Mount Elgon                          | ...           | ...                       |
| Park Narodowy Mount Kenya                          | 1949          | 1300                      |
| Park Narodowy Mount Longonot (zob. Mount Longonot) | ...           | ...                       |
| Park Narodowy Nairobi                              | 1946          | 113                       |
| Park Narodowy Ol Donyo Sabuk                       | ...           | ...                       |
| Park Narodowy Jeziora Nakuru                       | 1968          | 188                       |
| Park Narodowy Tsavo                                | 1948          | 20800                     |
| Park Narodowy Ruma                                 | ...           | ...                       |
| Park Narodowy Saiwa Swamp                          | ...           | ...                       |
| Park Narodowy Sibiloi                              | 1973          | 1570                      |
| Park Narodowy South Island                         | ...           | ...                       |
| Park Narodowy Watamu Marine                        | 1968          | ...                       |
| Rezerwat Narodowy Masai Mara                       | ...           | 1510                      |

## Kongo
| Nazwa                         | Rok założenia | Powierzchnia (km²) |
| ----------------------------- | ------------- | ------------------ |
| Park Narodowy Odzala-Kokoua   | 1935          | 13546              |
| Park Narodowy Conkouati-Douli | 1993          | 5049.5             |
| Park Narodowy Nouabalé-Ndoki  | 1993          | 3922               |
| Park Narodowy Ntokou-Pikounda | 2012          | 4572               |
| Park Narodowy Ogooué-Leketi   | 2018          | 3500               |

## Lesotho
| Nazwa                      | Rok założenia | Powierzchnia (km²) |
| -------------------------- | ------------- | ------------------ |
| Park Narodowy Sehlabathebe | ...           | ...                |

## Liberia
| Nazwa              | Rok założenia | Powierzchnia (km²) |
| ------------------ | ------------- | ------------------ |
| Park Narodowy Sapo | 1983          | 1804               |

## Madagaskar
| Nazwa                            | Rok założenia | Powierzchnia (km²) |
| -------------------------------- | ------------- | ------------------ |
| Park Narodowy Amber Mountain     | 1958          | 182                |
| Park Narodowy Andohahela         | 1997          | 760                |
| Park Narodowy Andringitra        | 1999          | 31,16              |
| Park Narodowy Ankarafantsika     | 2002          | 1300               |
| Park Narodowy Baie de Baly       | 1997          | 571,42             |
| Park Narodowy Bemaraha           | 1997          | 152.000            |
| Park Narodowy Isalo              | 1962          | 815,4              |
| Park Narodowy Kirindy Mitea      | 1997          | 722                |
| Park Narodowy Mantadia           | 1989          | 100                |
| Park Narodowy Marojejy           | 1998          | 555                |
| Park Narodowy Masoala            | 1997          | 2400               |
| Park Narodowy Midongy du sud     | ...           | ...                |
| Park Narodowy Namoroka           | ...           | ...                |
| Park Narodowy Ranomafana         | 1991          | 416,01             |
| Park Narodowy Tsimanampetsotse   | ...           | ...                |
| Park Narodowy Zahamena           | 1997          | 414                |
| Park Narodowy Zombitse-Vohibasia | 1997          | 363,08             |

## Malawi
| Nazwa                       | Rok założenia | Powierzchnia (km²) |
| --------------------------- | ------------- | ------------------ |
| Park Narodowy Cape Maclear  | ...           | ...                |
| Park Narodowy Kasungu       | 1970          | 2316               |
| Park Narodowy Lengwe        | ...           | ...                |
| Park Narodowy Liwonde       | ...           | ...                |
| Park Narodowy Jeziora Niasa | 1980          | 94                 |
| Park Narodowy Nyika         | 1966          | 3200               |

## Mali
| Nazwa                          | Rok założenia | Powierzchnia (km²) |
| ------------------------------ | ------------- | ------------------ |
| Park Narodowy Bafing           | ...           | ...                |
| Park Narodowy Boucle du Baoulé | 1982          | 3330               |

## Maroko
| Nazwa                                      | Rok założenia | Powierzchnia (km²) |
| ------------------------------------------ | ------------- | ------------------ |
| Park Narodowy Massa                        | ...           | ...                |
| Park Narodowy Tazakka                      | 1950          | 120                |
| Park Narodowy Tubkalu                      | 1942          | 360                |
| Park Narodowy Zachodniego Atlasu Wysokiego | 2004          | 490                |

## Mauretania

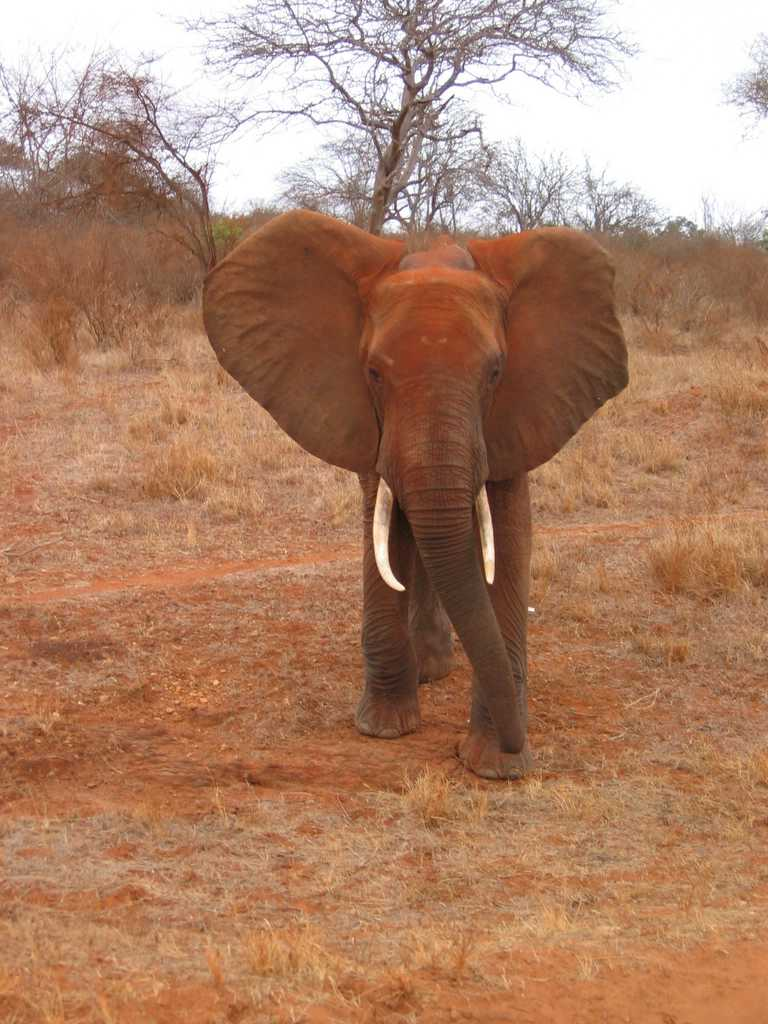
Słoń w Tsavo East - Kenia

| Nazwa                       | Rok założenia | Powierzchnia (km²) |
| --------------------------- | ------------- | ------------------ |
| Park Narodowy Banc d'Arguin | 1978          | 12000              |
| Park Narodowy Diawling      |               |                    |

## Namibia
| Nazwa                        | Rok założenia | Powierzchnia (km²) |
| ---------------------------- | ------------- | ------------------ |
| Park Narodowy Dorob          | 2010          | 107540             |
| Park Narodowy Etoszy         | (1907) 1958   | 22270              |
| Park Narodowy Mamili         | 1910          | 320                |
| Park Narodowy Mudumu         | 1990          | 1 009,59           |
| Park Narodowy Namib-Naukluft | 1979          | 49768              |
| Sperrgebiet                  | 2004          | 26 000             |

## Niger
| Nazwa           | Rok założenia | Powierzchnia (km²) |
| --------------- | ------------- | ------------------ |
| Park Narodowy W | 1954          | 10000              |

## Nigeria
| Nazwa                       | Rok założenia | Powierzchnia (km²) |
| --------------------------- | ------------- | ------------------ |
| Park Narodowy Cross River   | 1991          | 4000               |
| Park Narodowy Gashaka-Gumti | 1991          | 6402               |
| Park Narodowy Kainji        | ...           | 5341               |
| Park Narodowy Kamuku        | 1999          | 1120               |
| Park Narodowy Kotliny Czadu | ...           | 2258               |
| Park Narodowy Okomu         | 1935          | 200                |
| Park Narodowy Old Oyo       | 1991          | 2512               |
| Park Narodowy Yankari       | 1991          | 2224               |

## Południowa Afryka
| Nazwa                                  | Rok założenia | Powierzchnia (km²) |
| -------------------------------------- | ------------- | ------------------ |
| Park Narodowy Addo Elephant            | 1931          | 1640               |
| Park Narodowy Augrabies Falls          | 1966          | 820                |
| Park Narodowy Bontebok                 | 1961          | 27,86              |
| Park Narodowy Drakensberg              | ...           | ...                |
| Park Narodowy Golden Gate Highlands    | 1963          | 116,3              |
| Park Narodowy Góry Stołowej            | 1998          | 221                |
| Park Narodowy Karru                    | ...           | ...                |
| Transgraniczny Park Narodowy Kgalagadi | 1999          | 38000              |
| Park Narodowy Krugera                  | 1898          | 18989              |
| Park Narodowy Mapungubwe               | 1947          | 920                |
| Park Narodowy Mountain Zebra           | ...           | ...                |
| Park Narodowy Pilanesberg              | ...           | ...                |
| Park Narodowy Przylądka Igielnego      | 1999          | 56,9               |
| Park Narodowy Richtersveld             | 1991          | 1624,45            |
| Park Narodowy Royal Natal              | ...           | ...                |
| Park Narodowy Sodwana Bay              | ...           | ...                |
| Park Narodowy Tsitsikamma              | ...           | ...                |
| Park Narodowy Wilderness               | ...           | ...                |
| Park Narodowy West Coast               | ...           | 275                |

## Republika Środkowoafrykańska
| Nazwa                                  | Rok założenia | Powierzchnia (km²) |
| -------------------------------------- | ------------- | ------------------ |
| Park Narodowy André Félix              | ...           | ...                |
| Park Narodowy Bamingui-Bangoran        | 1979          | 10700              |
| Park Narodowy Manovo-Gounda St. Floris | 1979          | 17400              |

## Rwanda
| Nazwa                      | Rok założenia | Powierzchnia (km²) |
| -------------------------- | ------------- | ------------------ |
| Park Narodowy Akagera      | 1934          | 2500               |
| Park Narodowy Lasu Nyungwe | 2004          | 970                |
| Park Narodowy Wulkanów     | (1925) 1974   | 130                |

## Senegal
| Nazwa                              | Rok założenia | Powierzchnia (km²) |
| ---------------------------------- | ------------- | ------------------ |
| Park Narodowy Basse-Casamance      | 1970          | 50                 |
| Park Narodowy Îles de la Madeleine | 1985          | 4,5                |
| Park Narodowy Langue de Barbarie   | 1976          | 20                 |
| Park Narodowy Oiseaux du Djoudj    | 1971          | 160                |
| Park Narodowy Niokolo-Koba         | 1954          | 9000               |
| Park Narodowy Delta du Saloum      | 1976          | 760                |

## Seszele
| Nazwa                            | Rok założenia | Powierzchnia (km²)   |
| -------------------------------- | ------------- | -------------------- |
| Park Narodowy Morne Seychellois  | 1979          | 30,45                |
| Park Narodowy Praslin            | 1979          | 3,24                 |
| Morski Park Narodowy Baie Ternay | 1979          | 0,87 w tym 0,01 ląd  |
| Morski Park Narodowy Curieuse    | 1979          | 16,56 w tym 2,86 ląd |
| Morski Park Narodowy Ile Coco    | 1997          | 1,70 w tym 0,05 ląd  |
| Morski Park Narodowy Port Launay | 1979          | 1,58 w tym 0,04 ląd  |
| Park Narodowy Silhouette         | 2010          | 18,6                 |
| Morski Park Narodowy Sainte Anne | 1973          | 14,43 w tym 3,80 ląd |

## Sierra Leone
| Nazwa                             | Rok założenia | Powierzchnia (km²) |
| --------------------------------- | ------------- | ------------------ |
| Park Narodowy Kuru Hills          | ...           | ...                |
| Park Narodowy Lake Mape/Mabesi    | ...           | ...                |
| Park Narodowy Lake Sonfon         | ...           | ...                |
| Rezerwat Leśny Gór Loma           | ...           | ...                |
| Park Narodowy Obszaru Zachodniego | ...           | ...                |
| Park Narodowy Outamba-Kilimi      | ...           | 741 + 368          |

## Somalia
| Nazwa                  | Rok założenia | Powierzchnia (km²) |
| ---------------------- | ------------- | ------------------ |
| Park Narodowy Kismaju  | ...           | ...                |
| Park Narodowy Hargejsa | ...           | ...                |

## Sudan
| Nazwa                  | Rok założenia | Powierzchnia (km²) |
| ---------------------- | ------------- | ------------------ |
| Park Narodowy Dindar   | 1935          | 10000              |
| Park Narodowy Ar-Rudum | 1979          | 12510              |

## Sudan Południowy
| Nazwa                    | Rok założenia | Powierzchnia (km²) |
| ------------------------ | ------------- | ------------------ |
| Południowy Park Narodowy | 1939          | 23000              |

## Suazi
| Nazwa                     | Rok założenia | Powierzchnia (km²) |
| ------------------------- | ------------- | ------------------ |
| Park Narodowy Hawane      | ...           | ...                |
| Park Narodowy Hlane Royal | ...           | ...                |
| Park Narodowy Malolotja   | ...           | ...                |
| Park Narodowy Mlawula     | ...           | ...                |
| Park Narodowy Mantenga    | ...           | ...                |

## Tanzania
| Nazwa                            | Rok założenia | Powierzchnia (km²) |
| -------------------------------- | ------------- | ------------------ |
| Park Narodowy Aruszy             | 1960          | 137                |
| Park Narodowy Gombe Stream       | ...           | 52                 |
| Park Narodowy Katavi             | ...           | 4471               |
| Park Narodowy Kilimandżaro       | 1973          | 753                |
| Park Narodowy Kitulo Plateau     | ...           | 412,9              |
| Park Narodowy Mahale Mountains   | ...           | 1613               |
| Park Narodowy Jeziora Manyara    | 1960          | 329                |
| Park Narodowy Mikumi             | ...           | 3230               |
| Park Narodowy Ruaha              | 1964          | 10300              |
| Park Narodowy Rubondo Island     | ...           | 240                |
| Park Narodowy Saadani            | ...           | 1100               |
| Park Narodowy Serengeti          | 1951          | 14763              |
| Park Narodowy Tarangire          | 1970          | 2600               |
| Park Narodowy Udzungwa Mountains | ...           | 1990               |

## Togo
| Nazwa                          | Rok założenia | Powierzchnia (km²) |
| ------------------------------ | ------------- | ------------------ |
| Park Narodowy Fazao-Malfakassa | ...           | ...                |
| Park Narodowy Fosse aux Lions  | ...           | ...                |
| Park Narodowy Kéran            | ...           | ...                |

## Tunezja
| Nazwa                            | Rok założenia | Powierzchnia (km²) |
| -------------------------------- | ------------- | ------------------ |
| Park Narodowy Aszkal             | 1980          | 50                 |
| Park Narodowy Dżabal Bu Hadma    | 1980          | 164,88             |
| Park Narodowy Dżabal asz-Szanabi | 1980          | 67,23              |

## Uganda
| Nazwa                              | Rok założenia | Powierzchnia (km²) |
| ---------------------------------- | ------------- | ------------------ |
| Nieprzenikniony Las Bwindi         | 1994          | 331                |
| Park Narodowy Kibale Forest        | ...           | ...                |
| Park Narodowy Kidepo Valley        | 1960+         | 1436               |
| Park Narodowy Lake Mburo           | ...           | 260                |
| Park Narodowy Mgahinga             | ...           | ...                |
| Park Narodowy Mount Elgon          | ...           | 500                |
| Park Narodowy Wodospadu Murchisona | 1952          | 3839               |
| Park Narodowy Królowej Elżbiety    | 1954          | 2000               |
| Park Narodowy Rwenzori Mountains   | 1991          | 996                |
| Park Narodowy Semuliki             | 1993          | 220                |

## Wybrzeże Kości Słoniowej
| Nazwa                        | Rok założenia | Powierzchnia (km²) |
| ---------------------------- | ------------- | ------------------ |
| Park Narodowy Assagny        | ...           | ...                |
| Park Narodowy Banco          | ...           | ...                |
| Park Narodowy Îles Eliotilés | ...           | ...                |
| Park Narodowy Komoé          | 1968          | 11 672             |
| Park Narodowy Marahoué       | ...           | ...                |
| Rezerwat Ścisły Mont Nimba   | 1944          | 180                |
| Park Narodowy Mont Péko      | ...           | ...                |
| Park Narodowy Mont Sângbé    | ...           | ...                |
| Park Narodowy Taï            | 1973          | 3500               |

## Zambia
| Nazwa                        | Rok założenia | Powierzchnia (km²) |
| ---------------------------- | ------------- | ------------------ |
| Park Narodowy Blue Lagoon    | ...           | ...                |
| Park Narodowy Isagano        | ...           | ...                |
| Park Narodowy Kafue          | 1924          | 22400              |
| Park Narodowy Kasanka        | ...           | ...                |
| Park Narodowy Lavushi Manda  | ...           | ...                |
| Park Narodowy Liuwa Plain    | ...           | ...                |
| Park Narodowy Lochinvar      | ...           | ...                |
| Park Narodowy Dolnej Zambezi | ...           | 4092               |
| Park Narodowy Luambe         | ...           | ...                |
| Park Narodowy Lukusuzi       | ...           | ...                |
| Park Narodowy Lusenga Plain  | ...           | ...                |
| Park Narodowy Mweru Wantipa  | ...           | ...                |
| Park Narodowy North Luangwa  | ...           | ...                |
| Park Narodowy Nyika Plateau  | ...           | ...                |
| Park Narodowy Siama Ngwezi   | ...           | ...                |
| Park Narodowy South Luangwa  | ...           | ...                |
| Park Narodowy Sumbu          | ...           | ...                |
| Park Narodowy Mosi-oa-Tunya  | ...           | ...                |
| Park Narodowy West Lunga     | ...           | ...                |

## Zimbabwe
| Nazwa                             | Rok założenia | Powierzchnia (km²) |
| --------------------------------- | ------------- | ------------------ |
| Park Narodowy Cecil Kop           | ...           | ...                |
| Park Narodowy Chimanimani         | ...           | 171,1              |
| Park Narodowy Chizarira           | ...           | ...                |
| Park Narodowy Hwange              | ...           | ...                |
| Park Narodowy Gonareshou          | ...           | ...                |
| Park Narodowy Mana Pools          | 1975          | 2500               |
| Park Narodowy Matobo              | ...           | 3100               |
| Park Narodowy Matusadona          | ...           | ...                |
| Park Narodowy Tshabalala          | ...           | ...                |
| Park Narodowy Wodospadów Wiktorii | 1952          | 23,4               |